# Marcel Busieau
Marcel Alfred Busieau (Wasmes, 31 juli 1914 - Boussu,  3 augustus 1995) was een Belgisch politicus, burgemeester  en minister voor de PSB.

## Levensloop
Busieau groeide op in een mijnwerkersgezin in de Borinage. Hij volgde lager middelbaar onderwijs in Saint-Ghislain en studeerde daarna aan de normaalschool van Bergen, waar hij in 1934 afstudeerde als onderwijzer. Nadat hij in het gemeentelijk onderwijs van Wasmes enkele interimopdrachten had vervuld, ging hij studeren aan de industriële school in zijn gemeente en aan het chemisch instituut in Hornu, zodat hij aan de slag kon in het technisch onderwijs. Vanaf januari 1937 was hij leraar in het technisch onderwijs, een beroep dat hij uiteindelijk uitoefende tot in 1974. In de jaren 1950 werd hij tevens inspecteur in het technisch onderwijs. Als onderwijzer was hij tevens actief in de vakbond voor socialistisch onderwijspersoneel, waarvan hij van 1935 tot 1956 regionaal secretaris was. Vanaf 1936 was hij daarnaast voorzitter van de lokale afdeling van de Socialistische Jonge Wacht in Wasmes.
Bij de Duitse inval in België in mei 1940 streed Busieau als onderofficier mee in de Achttiendaagse Veldtocht. Na de Belgische capitulatie werd hij krijgsgevangen gemaakt, maar tijdens het vervoer naar Duitsland wist hij te ontsnappen. Terug in België engageerde hij zich in het verzet en was hij aangesloten bij het Onafhankelijkheidsfront. Tijdens de Tweede Wereldoorlog gaf hij het clandestiene blad La pensée syndicale uit en na de Bevrijding was hij van 1944 tot 1946 journalist bij de socialistische krant Le Peuple. Van 1950 tot 1970 was hij eveneens secretaris van de regionale afdeling van de Centrale voor Arbeidersopvoeding, vanaf 1968 de Centrale voor Socialistisch Cultuurbeleid, in de Borinage.
In 1952 werd Busieau voor de PSB verkozen tot gemeenteraadslid van Wasmes, waar hij van 1953 tot 1976 burgemeester was. Na de fusie met Colfontaine was hij daar van 1977 tot 1988 gemeenteraadslid en van 1977 tot 1982 burgemeester. Na de gemeenteraadsverkiezingen van oktober 1982 droeg hij de burgemeesterssjerp over aan zijn partijgenoot Yvon Biefnot, waarna hij van 1983 tot 1988 fractieleider van de PS in de gemeenteraad was.
Hij volgde tevens een parlementaire loopbaan. Bij de verkiezingen van 1954 werd hij voor het arrondissement Bergen verkozen in de Kamer van volksvertegenwoordigers, waar hij tot in mei 1956 zetelde. Toen maakte Busieau de overstap naar de Senaat en volgde hij de overleden Jean Rolland op als gecoöpteerd senator, hetgeen hij bleef tot in 1968. Van 1971 tot 1977 en van 1978 tot 1981 was hij provinciaal senator voor Henegouwen en van 1977 tot 1978 was hij rechtstreeks gekozen senator voor het arrondissement Bergen. Door het toen bestaande dubbelmandaat zetelde Busieau van 1971 tot 1980 tevens in de Cultuurraad voor de Franse Cultuurgemeenschap en van 1980 tot 1981 in de Raad van de Franse Gemeenschap en de Waalse Gewestraad. 
In de Senaat was hij ondervoorzitter van de socialistische fractie en van 1977 tot 1981 voorzitter van de commissie Binnenlandse Zaken en Ambtenarenzaken. Als parlementslid zette Busieau zich vooral in voor onderwijs en droeg hij bij tot de totstandkoming van het Schoolpact en de universitaire expansiewet. In 1960 was hij bovendien gedelegeerde van de Belgische regering bij de Algemene Vergadering van de Verenigde Naties. Van 1957 tot 1965 zetelde hij in het partijbureau van PSB-BSP.
Van april 1961 tot januari 1963 was Busieau daarenboven minister van Posterijen, Telegrafie en Telefonie in de regering-Lefèvre, tot hij om gezondheidsredenen ontslag nam.